# P. Bruneau & Cie.
P. Bruneau & Cie est un constructeur automobile français.

## Production
L’entreprise basée à Tours a commencé à produire des automobiles en 1906. Le nom de la marque était Bruneau. Georges Paul Bruneau est né le 26.08.1864 à 
Ballan (Indre-et-Loire).
Fils du serrurier Frédéric Bruneau et de son épouse Cécile, née Berthault, il entre très tôt en contact avec la technologie.
Au départ, il fabriquait des bicyclettes et des motos. 
Avec MM. Fiollet et Bourdeaux, tous deux fabricants de bicyclettes, il avait un atelier au 16 Avenue de Grammont à Tours. À partir de 1906, il fabrique également des tricycles. La production est transférée à la SOCIETE INDUSTRIELLE D’ALBERT (S.I.A.) 
Albert (Somme), une coentreprise de nombreux fabricants différents.
À la fin de l’année 1906, à l’occasion du Salon du Cycle et de l’Automobile, un accord est signé entre Rochet et Paul Bruneau, selon lequel ce dernier a « cédé toute sa production cette saison-là à la société Rochet ». Cet accord est à l’origine de la production de motos et de tricycles sous le nouveau nom de Rochet-Bruneau, qui sont fabriqués dans l’usine S.I.A. à partir de 1906.
Les Tricars Société Habert & Cie, plus tard Société l’Austral sont presque identiques en construction au Tricycle de Rochet-Bruneau.
Bruneau était déjà un intermédiaire pour la marque belge FN Herstal en 1900. En 1902, il se tourne vers la construction de motos, dont il lance plusieurs modèles, qui seront produits jusqu’en 1905. Le 10 novembre 1904, Paul Bruneau épouse à Tours Bathilde Gabrielle Delaboudinière.
Après la Première Guerre mondiale, il produit des moteurs industriels et agricoles à Tours dans les années 1920 dans une usine de la rue Deslandes.  